# Volta a Portugal de 2019
A 81.ª edição da Volta a Portugal celebrou-se entre 31 de julho e 11 de agosto de 2019 com início na cidade de Viseu e final na cidade do Porto em Portugal. O percurso consta de um prólogo e 10 etapas sobre uma distância total de 1 531 km.
A carreira fez parte do circuito UCI Europe Tour de 2019 dentro da categoria 2.1. O vencedor final foi o português João Rodrigues do W52-FC Porto seguido do também português Joni Brandão do Efapel e o espanhol Gustavo César Veloso, colega de equipa do ganhador.

## Equipas
Tomaram a partida um total de 19 equipas, dos quais 4 são de categoria Profissional Continental e 15 Continentais, quem conformaram um pelotão de 131 ciclistas dos quais terminaram 103. As equipas participantes foram: 
| Equipes profissionais Continentais (4)- Arkéa-Samsic - Caja Rural-Seguros RGA - Israel Cycling Academy - W52-FC Porto Equipes Continentais (15)- Ludofoods Louletano Aviludo - LA Alumínios-Metalusa - Miranda-Mortágua - RP-Boavista - Sporting-Tavira - UD Oliveirense/InOutbuild - Vito-Feirense-BlackJack - EvoPro Racing - BAI-Sicasal-Petro de Luanda - Efapel - Fundación Euskadi - ProTouch - Swiss Racing Academy - Medellín - Amore & Vita-Prodir |
| |

## Etapas
| Etapa   | Data        | Percurso                                      | type                      | Distância (km) | Vencedor           | Líder geral     |
| ------- | ----------- | --------------------------------------------- | ------------------------- | -------------- | ------------------ | --------------- |
| Prólogo | 31 jul.     | concelho de Viseu – concelho de Viseu         | contrarrelógio individual | 6              | Samuel Caldeira    | Samuel Caldeira |
| 1       | 1 ago.      | Miranda do Corvo – Leiria                     | média montanha            | 174,7          | Davide Appollonio  | Samuel Caldeira |
| 2       | 2 ago.      | Marinha Grande – Santo António dos Cavaleiros | etapa escarpada           | 198,5          | Mikel Aristi       | Gustavo Veloso  |
| 3       | 3 ago.      | Santarém – Castelo Branco                     | etapa escarpada           | 181,8          | Daniel Mestre      | Gustavo Veloso  |
| 4       | 4 ago.      | Pampilhosa da Serra – Torre                   | alta montanha             | 145            | João Rodrigues     | Gustavo Veloso  |
| 5       | 5 ago.      | Oliveira do Hospital – Guarda                 | média montanha            | 158            | Marco Tizza        | Gustavo Veloso  |
|         | 6 de agosto | Dia de descanso                               | Dia de descanso           |                |                    |                 |
| 6       | 7 ago.      | Torre de Moncorvo – Bragança                  | etapa escarpada           | 189,2          | Héctor Benito Sáez | Gustavo Veloso  |
| 7       | 8 ago.      | Bragança – Serra do Larouco                   | média montanha            | 156,2          | Luís Gomes         | Jóni Brandão    |
| 8       | 9 ago.      | Viana do Castelo – Serra de Santa Quitéria    | etapa escarpada           | 156,6          | João Benta         | Jóni Brandão    |
| 9       | 10 ago.     | Fafe – Senhora da Graça                       | alta montanha             | 133,5          | António Carvalho   | Jóni Brandão    |
| 10      | 11 ago.     | Vila Nova de Gaia – Porto                     | contrarrelógio individual | 19,5           | João Rodrigues     | João Rodrigues  |

## Desenvolvimento da prova

### Prólogo
| concelho de Viseu - concelho de Viseu | contrarrelógio individual | (6 km) |

| \| Classificação por etapas \| Classificação por etapas \| Classificação por etapas \| Classificação por etapas \| Classificação por etapas \| \| Ciclista \| Ciclista \| Equipe \| Tempo \| \| \| ------------------------ \| ------------------------ \| ----------------------------- \| ------------------------ \| ------------------------ \| \| 1. \| Samuel Caldeira \| W52-FC Porto \| 7m28s \| \| \| 2. \| Gian Friesecke \| Team Vorarlberg-Santic \| + 0s \| \| \| 3. \| Gustavo Veloso \| W52-FC Porto \| + 0s \| \| \| 4. \| Thibault Guernalec \| Arkéa-Samsic \| + 1s \| \| \| 5. \| António Carvalho \| W52-FC Porto \| + 4s \| \| \| 6. \| Mikel Aristi \| Euskadi Basque Country-Murias \| + 6s \| \| \| 7. \| Cyrille Thièry \| Swiss Racing Academy \| + 7s \| \| \| 8. \| Jóni Brandão \| Efapel \| + 7s \| \| \| 9. \| João Matias \| Vito-Feirense-Pnb \| + 8s \| \| \| 10. \| Daniel Mestre \| W52-FC Porto \| + 8s \| \| |                    |                               |       |
| |                    |                               |       |
| Fonte: ProCyclingStats |                    |                               |       |
| Classificação por etapas |                    |                               |       |
| Ciclista | Ciclista           | Equipe                        | Tempo |
| 1. | Samuel Caldeira    | W52-FC Porto                  | 7m28s |
| 2. | Gian Friesecke     | Team Vorarlberg-Santic        | + 0s  |
| 3. | Gustavo Veloso     | W52-FC Porto                  | + 0s  |
| 4. | Thibault Guernalec | Arkéa-Samsic                  | + 1s  |
| 5. | António Carvalho   | W52-FC Porto                  | + 4s  |
| 6. | Mikel Aristi       | Euskadi Basque Country-Murias | + 6s  |
| 7. | Cyrille Thièry     | Swiss Racing Academy          | + 7s  |
| 8. | Jóni Brandão       | Efapel                        | + 7s  |
| 9. | João Matias        | Vito-Feirense-Pnb             | + 8s  |
| 10. | Daniel Mestre      | W52-FC Porto                  | + 8s  |

| \| Classificação geral \| Classificação geral \| Classificação geral \| Classificação geral \| Classificação geral \| \| Ciclista \| Ciclista \| Equipe \| Tempo \| \| \| ------------------- \| ------------------- \| ----------------------------- \| ------------------- \| ------------------- \| \| 1. \| Samuel Caldeira \| W52-FC Porto \| 7m28s \| \| \| 2. \| Gian Friesecke \| Team Vorarlberg-Santic \| + 0s \| \| \| 3. \| Gustavo Veloso \| W52-FC Porto \| + 0s \| \| \| 4. \| Thibault Guernalec \| Arkéa-Samsic \| + 1s \| \| \| 5. \| António Carvalho \| W52-FC Porto \| + 4s \| \| \| 6. \| Mikel Aristi \| Euskadi Basque Country-Murias \| + 6s \| \| \| 7. \| Cyrille Thièry \| Swiss Racing Academy \| + 7s \| \| \| 8. \| Jóni Brandão \| Efapel \| + 7s \| \| \| 9. \| João Matias \| Vito-Feirense-Pnb \| + 8s \| \| \| 10. \| Daniel Mestre \| W52-FC Porto \| + 8s \| \| |                    |                               |       |
| |                    |                               |       |
| Fonte: ProCyclingStats |                    |                               |       |
| Classificação geral |                    |                               |       |
| Ciclista | Ciclista           | Equipe                        | Tempo |
| 1. | Samuel Caldeira    | W52-FC Porto                  | 7m28s |
| 2. | Gian Friesecke     | Team Vorarlberg-Santic        | + 0s  |
| 3. | Gustavo Veloso     | W52-FC Porto                  | + 0s  |
| 4. | Thibault Guernalec | Arkéa-Samsic                  | + 1s  |
| 5. | António Carvalho   | W52-FC Porto                  | + 4s  |
| 6. | Mikel Aristi       | Euskadi Basque Country-Murias | + 6s  |
| 7. | Cyrille Thièry     | Swiss Racing Academy          | + 7s  |
| 8. | Jóni Brandão       | Efapel                        | + 7s  |
| 9. | João Matias        | Vito-Feirense-Pnb             | + 8s  |
| 10. | Daniel Mestre      | W52-FC Porto                  | + 8s  |

### 1.ª etapa
| Miranda do Corvo - Leiria | média montanha | (174,7 km) |

| \| Classificação por etapas \| Classificação por etapas \| Classificação por etapas \| Classificação por etapas \| Classificação por etapas \| \| Ciclista \| Ciclista \| Equipe \| Tempo \| \| \| ------------------------ \| ------------------------ \| ----------------------------- \| ------------------------ \| ------------------------ \| \| 1. \| Davide Appollonio \| Amore & Vita-Prodir \| 4h47m07s \| \| \| 2. \| Daniel Mestre \| W52-FC Porto \| + 0s \| \| \| 3. \| Matteo Malucelli \| Caja Rural-Seguros RGA \| + 0s \| \| \| 4. \| August Jensen \| Israel Cycling Academy \| + 0s \| \| \| 5. \| Daniel Freitas \| Miranda-Mortágua \| + 0s \| \| \| 6. \| Alexander Grigoriev \| Sporting-Tavira \| + 0s \| \| \| 7. \| Lukas Ruegg \| Swiss Racing Academy \| + 0s \| \| \| 8. \| Marco Tizza \| Amore & Vita-Prodir \| + 0s \| \| \| 9. \| Mikel Aristi \| Euskadi Basque Country-Murias \| + 0s \| \| \| 10. \| Bram Welten \| Arkéa-Samsic \| + 0s \| \| |                     |                               |          |
| |                     |                               |          |
| Fonte: ProCyclingStats |                     |                               |          |
| Classificação por etapas |                     |                               |          |
| Ciclista | Ciclista            | Equipe                        | Tempo    |
| 1. | Davide Appollonio   | Amore & Vita-Prodir           | 4h47m07s |
| 2. | Daniel Mestre       | W52-FC Porto                  | + 0s     |
| 3. | Matteo Malucelli    | Caja Rural-Seguros RGA        | + 0s     |
| 4. | August Jensen       | Israel Cycling Academy        | + 0s     |
| 5. | Daniel Freitas      | Miranda-Mortágua              | + 0s     |
| 6. | Alexander Grigoriev | Sporting-Tavira               | + 0s     |
| 7. | Lukas Ruegg         | Swiss Racing Academy          | + 0s     |
| 8. | Marco Tizza         | Amore & Vita-Prodir           | + 0s     |
| 9. | Mikel Aristi        | Euskadi Basque Country-Murias | + 0s     |
| 10. | Bram Welten         | Arkéa-Samsic                  | + 0s     |

| \| Classificação geral \| Classificação geral \| Classificação geral \| Classificação geral \| Classificação geral \| \| Ciclista \| Ciclista \| Equipe \| Tempo \| \| \| ------------------- \| ------------------- \| ----------------------------- \| ------------------- \| ------------------- \| \| 1. \| Samuel Caldeira \| W52-FC Porto \| 4h54m35s \| \| \| 2. \| Gian Friesecke \| Team Vorarlberg-Santic \| + 0s \| \| \| 3. \| Gustavo Veloso \| W52-FC Porto \| + 0s \| \| \| 4. \| Thibault Guernalec \| Arkéa-Samsic \| + 1s \| \| \| 5. \| António Carvalho \| W52-FC Porto \| + 4s \| \| \| 6. \| Mikel Aristi \| Euskadi Basque Country-Murias \| + 6s \| \| \| 7. \| Cyrille Thièry \| Swiss Racing Academy \| + 7s \| \| \| 8. \| Jóni Brandão \| Efapel \| + 7s \| \| \| 9. \| Daniel Mestre \| W52-FC Porto \| + 8s \| \| \| 10. \| João Matias \| Vito-Feirense-Pnb \| + 8s \| \| |                    |                               |          |
| |                    |                               |          |
| Fonte: ProCyclingStats |                    |                               |          |
| Classificação geral |                    |                               |          |
| Ciclista | Ciclista           | Equipe                        | Tempo    |
| 1. | Samuel Caldeira    | W52-FC Porto                  | 4h54m35s |
| 2. | Gian Friesecke     | Team Vorarlberg-Santic        | + 0s     |
| 3. | Gustavo Veloso     | W52-FC Porto                  | + 0s     |
| 4. | Thibault Guernalec | Arkéa-Samsic                  | + 1s     |
| 5. | António Carvalho   | W52-FC Porto                  | + 4s     |
| 6. | Mikel Aristi       | Euskadi Basque Country-Murias | + 6s     |
| 7. | Cyrille Thièry     | Swiss Racing Academy          | + 7s     |
| 8. | Jóni Brandão       | Efapel                        | + 7s     |
| 9. | Daniel Mestre      | W52-FC Porto                  | + 8s     |
| 10. | João Matias        | Vito-Feirense-Pnb             | + 8s     |

### 2.ª etapa
| Marinha Grande - Santo António dos Cavaleiros | etapa escarpada | (198,5 km) |

| \| Classificação por etapas \| Classificação por etapas \| Classificação por etapas \| Classificação por etapas \| Classificação por etapas \| \| Ciclista \| Ciclista \| Equipe \| Tempo \| \| \| ------------------------ \| ------------------------ \| ----------------------------- \| ------------------------ \| ------------------------ \| \| 1. \| Mikel Aristi \| Euskadi Basque Country-Murias \| 4h50m05s \| \| \| 2. \| Luís Mendonça \| Rádio Popular-Boavista \| + 1s \| \| \| 3. \| Gustavo Veloso \| W52-FC Porto \| + 3s \| \| \| 4. \| Jóni Brandão \| Efapel \| + 3s \| \| \| 5. \| Vicente García de Mateos \| Aviludo-Louletano \| + 3s \| \| \| 6. \| Daniel Mestre \| W52-FC Porto \| + 3s \| \| \| 7. \| Edgar Pinto \| W52-FC Porto \| + 3s \| \| \| 8. \| Marco Tizza \| Amore & Vita-Prodir \| + 3s \| \| \| 9. \| Alejandro Marque \| Sporting-Tavira \| + 3s \| \| \| 10. \| João Rodrigues \| W52-FC Porto \| + 8s \| \| |                          |                               |          |
| |                          |                               |          |
| Fonte: ProCyclingStats |                          |                               |          |
| Classificação por etapas |                          |                               |          |
| Ciclista | Ciclista                 | Equipe                        | Tempo    |
| 1. | Mikel Aristi             | Euskadi Basque Country-Murias | 4h50m05s |
| 2. | Luís Mendonça            | Rádio Popular-Boavista        | + 1s     |
| 3. | Gustavo Veloso           | W52-FC Porto                  | + 3s     |
| 4. | Jóni Brandão             | Efapel                        | + 3s     |
| 5. | Vicente García de Mateos | Aviludo-Louletano             | + 3s     |
| 6. | Daniel Mestre            | W52-FC Porto                  | + 3s     |
| 7. | Edgar Pinto              | W52-FC Porto                  | + 3s     |
| 8. | Marco Tizza              | Amore & Vita-Prodir           | + 3s     |
| 9. | Alejandro Marque         | Sporting-Tavira               | + 3s     |
| 10. | João Rodrigues           | W52-FC Porto                  | + 8s     |

| \| Classificação geral \| Classificação geral \| Classificação geral \| Classificação geral \| Classificação geral \| \| Ciclista \| Ciclista \| Equipe \| Tempo \| \| \| ------------------- \| ------------------------ \| ----------------------------- \| ------------------- \| ------------------- \| \| 1. \| Gustavo Veloso \| W52-FC Porto \| 9h44m43s \| \| \| 2. \| Mikel Aristi \| Euskadi Basque Country-Murias \| + 3s \| \| \| 3. \| Jóni Brandão \| Efapel \| + 7s \| \| \| 4. \| Daniel Mestre \| W52-FC Porto \| + 8s \| \| \| 5. \| Vicente García de Mateos \| Aviludo-Louletano \| + 9s \| \| \| 6. \| Alejandro Marque \| Sporting-Tavira \| + 11s \| \| \| 7. \| António Carvalho \| W52-FC Porto \| + 11s \| \| \| 8. \| Edgar Pinto \| W52-FC Porto \| + 12s \| \| \| 9. \| João Rodrigues \| W52-FC Porto \| + 14s \| \| \| 10. \| Óscar Sevilla \| Medellín \| + 17s \| \| |                          |                               |          |
| |                          |                               |          |
| Fonte: ProCyclingStats |                          |                               |          |
| Classificação geral |                          |                               |          |
| Ciclista | Ciclista                 | Equipe                        | Tempo    |
| 1. | Gustavo Veloso           | W52-FC Porto                  | 9h44m43s |
| 2. | Mikel Aristi             | Euskadi Basque Country-Murias | + 3s     |
| 3. | Jóni Brandão             | Efapel                        | + 7s     |
| 4. | Daniel Mestre            | W52-FC Porto                  | + 8s     |
| 5. | Vicente García de Mateos | Aviludo-Louletano             | + 9s     |
| 6. | Alejandro Marque         | Sporting-Tavira               | + 11s    |
| 7. | António Carvalho         | W52-FC Porto                  | + 11s    |
| 8. | Edgar Pinto              | W52-FC Porto                  | + 12s    |
| 9. | João Rodrigues           | W52-FC Porto                  | + 14s    |
| 10. | Óscar Sevilla            | Medellín                      | + 17s    |

### 3.ª etapa
| Santarém - Castelo Branco | etapa escarpada | (181,8 km) |

| \| Classificação por etapas \| Classificação por etapas \| Classificação por etapas \| Classificação por etapas \| Classificação por etapas \| \| Ciclista \| Ciclista \| Equipe \| Tempo \| \| \| ------------------------ \| ------------------------ \| ----------------------------- \| ------------------------ \| ------------------------ \| \| 1. \| Daniel Mestre \| W52-FC Porto \| 5h11m37s \| \| \| 2. \| Clément Russo \| Arkéa-Samsic \| + 0s \| \| \| 3. \| August Jensen \| Israel Cycling Academy \| + 0s \| \| \| 4. \| Mikel Aristi \| Euskadi Basque Country-Murias \| + 0s \| \| \| 5. \| Luís Mendonça \| Rádio Popular-Boavista \| + 0s \| \| \| 6. \| Samuel Caldeira \| W52-FC Porto \| + 0s \| \| \| 7. \| Gustavo Veloso \| W52-FC Porto \| + 0s \| \| \| 8. \| Marco Tizza \| Amore & Vita-Prodir \| + 0s \| \| \| 9. \| António Carvalho \| W52-FC Porto \| + 0s \| \| \| 10. \| Vicente García de Mateos \| Aviludo-Louletano \| + 0s \| \| |                          |                               |          |
| |                          |                               |          |
| Fonte: ProCyclingStats |                          |                               |          |
| Classificação por etapas |                          |                               |          |
| Ciclista | Ciclista                 | Equipe                        | Tempo    |
| 1. | Daniel Mestre            | W52-FC Porto                  | 5h11m37s |
| 2. | Clément Russo            | Arkéa-Samsic                  | + 0s     |
| 3. | August Jensen            | Israel Cycling Academy        | + 0s     |
| 4. | Mikel Aristi             | Euskadi Basque Country-Murias | + 0s     |
| 5. | Luís Mendonça            | Rádio Popular-Boavista        | + 0s     |
| 6. | Samuel Caldeira          | W52-FC Porto                  | + 0s     |
| 7. | Gustavo Veloso           | W52-FC Porto                  | + 0s     |
| 8. | Marco Tizza              | Amore & Vita-Prodir           | + 0s     |
| 9. | António Carvalho         | W52-FC Porto                  | + 0s     |
| 10. | Vicente García de Mateos | Aviludo-Louletano             | + 0s     |

| \| Classificação geral \| Classificação geral \| Classificação geral \| Classificação geral \| Classificação geral \| \| Ciclista \| Ciclista \| Equipe \| Tempo \| \| \| ------------------- \| ------------------------ \| ----------------------------- \| ------------------- \| ------------------- \| \| 1. \| Gustavo Veloso \| W52-FC Porto \| 14h56m20s \| \| \| 2. \| Mikel Aristi \| Euskadi Basque Country-Murias \| + 3s \| \| \| 3. \| Daniel Mestre \| W52-FC Porto \| + 8s \| \| \| 4. \| Vicente García de Mateos \| Aviludo-Louletano \| + 9s \| \| \| 5. \| António Carvalho \| W52-FC Porto \| + 11s \| \| \| 6. \| Edgar Pinto \| W52-FC Porto \| + 12s \| \| \| 7. \| João Rodrigues \| W52-FC Porto \| + 14s \| \| \| 8. \| Alejandro Marque \| Sporting-Tavira \| + 17s \| \| \| 9. \| Daniel Freitas \| Miranda-Mortágua \| + 20s \| \| \| 10. \| Jóni Brandão \| Efapel \| + 23s \| \| |                          |                               |           |
| |                          |                               |           |
| Fonte: ProCyclingStats |                          |                               |           |
| Classificação geral |                          |                               |           |
| Ciclista | Ciclista                 | Equipe                        | Tempo     |
| 1. | Gustavo Veloso           | W52-FC Porto                  | 14h56m20s |
| 2. | Mikel Aristi             | Euskadi Basque Country-Murias | + 3s      |
| 3. | Daniel Mestre            | W52-FC Porto                  | + 8s      |
| 4. | Vicente García de Mateos | Aviludo-Louletano             | + 9s      |
| 5. | António Carvalho         | W52-FC Porto                  | + 11s     |
| 6. | Edgar Pinto              | W52-FC Porto                  | + 12s     |
| 7. | João Rodrigues           | W52-FC Porto                  | + 14s     |
| 8. | Alejandro Marque         | Sporting-Tavira               | + 17s     |
| 9. | Daniel Freitas           | Miranda-Mortágua              | + 20s     |
| 10. | Jóni Brandão             | Efapel                        | + 23s     |

### 4.ª etapa
| Pampilhosa da Serra - Torre | alta montanha | (145 km) |

| \| Classificação por etapas \| Classificação por etapas \| Classificação por etapas \| Classificação por etapas \| Classificação por etapas \| \| Ciclista \| Ciclista \| Equipe \| Tempo \| \| \| ------------------------ \| ------------------------ \| ------------------------ \| ------------------------ \| ------------------------ \| \| 1. \| João Rodrigues \| W52-FC Porto \| 4h20m36s \| \| \| 2. \| Gustavo Veloso \| W52-FC Porto \| + 1s \| \| \| 3. \| Jóni Brandão \| Efapel \| + 5s \| \| \| 4. \| Henrique Casimiro \| Efapel \| + 5s \| \| \| 5. \| Vicente García de Mateos \| Aviludo-Louletano \| + 12s \| \| \| 6. \| Cristhian Montoya \| Medellín \| + 18s \| \| \| 7. \| Luís Felipe Fernandes \| Aviludo-Louletano \| + 20s \| \| \| 8. \| João Benta \| Rádio Popular-Boavista \| + 20s \| \| \| 9. \| David Rodrigues \| Rádio Popular-Boavista \| + 23s \| \| \| 10. \| Frederico Figueiredo \| Sporting-Tavira \| + 27s \| \| |                          |                        |          |
| |                          |                        |          |
| Fonte: ProCyclingStats |                          |                        |          |
| Classificação por etapas |                          |                        |          |
| Ciclista | Ciclista                 | Equipe                 | Tempo    |
| 1. | João Rodrigues           | W52-FC Porto           | 4h20m36s |
| 2. | Gustavo Veloso           | W52-FC Porto           | + 1s     |
| 3. | Jóni Brandão             | Efapel                 | + 5s     |
| 4. | Henrique Casimiro        | Efapel                 | + 5s     |
| 5. | Vicente García de Mateos | Aviludo-Louletano      | + 12s    |
| 6. | Cristhian Montoya        | Medellín               | + 18s    |
| 7. | Luís Felipe Fernandes    | Aviludo-Louletano      | + 20s    |
| 8. | João Benta               | Rádio Popular-Boavista | + 20s    |
| 9. | David Rodrigues          | Rádio Popular-Boavista | + 23s    |
| 10. | Frederico Figueiredo     | Sporting-Tavira        | + 27s    |

| \| Classificação geral \| Classificação geral \| Classificação geral \| Classificação geral \| Classificação geral \| \| Ciclista \| Ciclista \| Equipe \| Tempo \| \| \| ------------------- \| ------------------------ \| ---------------------- \| ------------------- \| ------------------- \| \| 1. \| Gustavo Veloso \| W52-FC Porto \| 19h16m57s \| \| \| 2. \| João Rodrigues \| W52-FC Porto \| + 13s \| \| \| 3. \| Vicente García de Mateos \| Aviludo-Louletano \| + 20s \| \| \| 4. \| Jóni Brandão \| Efapel \| + 27s \| \| \| 5. \| Henrique Casimiro \| Efapel \| + 40s \| \| \| 6. \| João Benta \| Rádio Popular-Boavista \| + 1m06s \| \| \| 7. \| Edgar Pinto \| W52-FC Porto \| + 1m07s \| \| \| 8. \| David Rodrigues \| Rádio Popular-Boavista \| + 1m08s \| \| \| 9. \| Cristhian Montoya \| Medellín \| + 1m18s \| \| \| 10. \| Luís Felipe Fernandes \| Aviludo-Louletano \| + 1m26s \| \| |                          |                        |           |
| |                          |                        |           |
| Fonte: ProCyclingStats |                          |                        |           |
| Classificação geral |                          |                        |           |
| Ciclista | Ciclista                 | Equipe                 | Tempo     |
| 1. | Gustavo Veloso           | W52-FC Porto           | 19h16m57s |
| 2. | João Rodrigues           | W52-FC Porto           | + 13s     |
| 3. | Vicente García de Mateos | Aviludo-Louletano      | + 20s     |
| 4. | Jóni Brandão             | Efapel                 | + 27s     |
| 5. | Henrique Casimiro        | Efapel                 | + 40s     |
| 6. | João Benta               | Rádio Popular-Boavista | + 1m06s   |
| 7. | Edgar Pinto              | W52-FC Porto           | + 1m07s   |
| 8. | David Rodrigues          | Rádio Popular-Boavista | + 1m08s   |
| 9. | Cristhian Montoya        | Medellín               | + 1m18s   |
| 10. | Luís Felipe Fernandes    | Aviludo-Louletano      | + 1m26s   |

### 5.ª etapa
| Oliveira do Hospital - Guarda | média montanha | (158 km) |

| \| Classificação por etapas \| Classificação por etapas \| Classificação por etapas \| Classificação por etapas \| Classificação por etapas \| \| Ciclista \| Ciclista \| Equipe \| Tempo \| \| \| ------------------------ \| ------------------------ \| ------------------------ \| ------------------------ \| ------------------------ \| \| 1. \| Marco Tizza \| Amore & Vita-Prodir \| 4h02m53s \| \| \| 2. \| Alejandro Marque \| Sporting-Tavira \| + 11s \| \| \| 3. \| Zakkari Dempster \| Israel Cycling Academy \| + 23s \| \| \| 4. \| Thibault Guernalec \| Arkéa-Samsic \| + 28s \| \| \| 5. \| João Matias \| Vito-Feirense-Pnb \| + 30s \| \| \| 6. \| Óscar Sevilla \| Medellín \| + 33s \| \| \| 7. \| Domingos Gonçalves \| Caja Rural-Seguros RGA \| + 43s \| \| \| 8. \| David Livramento \| Sporting-Tavira \| + 1m34s \| \| \| 9. \| Jóni Brandão \| Efapel \| + 1m44s \| \| \| 10. \| Gustavo Veloso \| W52-FC Porto \| + 1m46s \| \| |                    |                        |          |
| |                    |                        |          |
| Fonte: ProCyclingStats |                    |                        |          |
| Classificação por etapas |                    |                        |          |
| Ciclista | Ciclista           | Equipe                 | Tempo    |
| 1. | Marco Tizza        | Amore & Vita-Prodir    | 4h02m53s |
| 2. | Alejandro Marque   | Sporting-Tavira        | + 11s    |
| 3. | Zakkari Dempster   | Israel Cycling Academy | + 23s    |
| 4. | Thibault Guernalec | Arkéa-Samsic           | + 28s    |
| 5. | João Matias        | Vito-Feirense-Pnb      | + 30s    |
| 6. | Óscar Sevilla      | Medellín               | + 33s    |
| 7. | Domingos Gonçalves | Caja Rural-Seguros RGA | + 43s    |
| 8. | David Livramento   | Sporting-Tavira        | + 1m34s  |
| 9. | Jóni Brandão       | Efapel                 | + 1m44s  |
| 10. | Gustavo Veloso     | W52-FC Porto           | + 1m46s  |

| \| Classificação geral \| Classificação geral \| Classificação geral \| Classificação geral \| Classificação geral \| \| Ciclista \| Ciclista \| Equipe \| Tempo \| \| \| ------------------- \| ------------------------ \| ---------------------- \| ------------------- \| ------------------- \| \| 1. \| Gustavo Veloso \| W52-FC Porto \| 23h21m36s \| \| \| 2. \| João Rodrigues \| W52-FC Porto \| + 15s \| \| \| 3. \| Vicente García de Mateos \| Aviludo-Louletano \| + 22s \| \| \| 4. \| Jóni Brandão \| Efapel \| + 25s \| \| \| 5. \| Henrique Casimiro \| Efapel \| + 45s \| \| \| 6. \| Edgar Pinto \| W52-FC Porto \| + 1m14s \| \| \| 7. \| João Benta \| Rádio Popular-Boavista \| + 1m17s \| \| \| 8. \| David Rodrigues \| Rádio Popular-Boavista \| + 1m21s \| \| \| 9. \| Cristhian Montoya \| Medellín \| + 1m25s \| \| \| 10. \| Luís Felipe Fernandes \| Aviludo-Louletano \| + 1m33s \| \| |                          |                        |           |
| |                          |                        |           |
| Fonte: ProCyclingStats |                          |                        |           |
| Classificação geral |                          |                        |           |
| Ciclista | Ciclista                 | Equipe                 | Tempo     |
| 1. | Gustavo Veloso           | W52-FC Porto           | 23h21m36s |
| 2. | João Rodrigues           | W52-FC Porto           | + 15s     |
| 3. | Vicente García de Mateos | Aviludo-Louletano      | + 22s     |
| 4. | Jóni Brandão             | Efapel                 | + 25s     |
| 5. | Henrique Casimiro        | Efapel                 | + 45s     |
| 6. | Edgar Pinto              | W52-FC Porto           | + 1m14s   |
| 7. | João Benta               | Rádio Popular-Boavista | + 1m17s   |
| 8. | David Rodrigues          | Rádio Popular-Boavista | + 1m21s   |
| 9. | Cristhian Montoya        | Medellín               | + 1m25s   |
| 10. | Luís Felipe Fernandes    | Aviludo-Louletano      | + 1m33s   |

### 6.ª etapa
| Torre de Moncorvo - Bragança | etapa escarpada | (189,2 km) |

| \| Classificação por etapas \| Classificação por etapas \| Classificação por etapas \| Classificação por etapas \| Classificação por etapas \| \| Ciclista \| Ciclista \| Equipe \| Tempo \| \| \| ------------------------ \| ------------------------ \| ----------------------------- \| ------------------------ \| ------------------------ \| \| 1. \| Héctor Benito Sáez \| Euskadi Basque Country-Murias \| 4h55m14s \| \| \| 2. \| Ben Perry \| Israel Cycling Academy \| + 7s \| \| \| 3. \| Txomin Juaristi \| Fundación Euskadi \| + 10s \| \| \| 4. \| Julen Amézqueta \| Caja Rural-Seguros RGA \| + 10s \| \| \| 5. \| Filipe Cardoso \| Rádio Popular-Boavista \| + 33s \| \| \| 6. \| Cyrille Thièry \| Swiss Racing Academy \| + 33s \| \| \| 7. \| Gonçalo Leaça \| LA Aluminios \| + 33s \| \| \| 8. \| Micael Isidoro \| BAI-Sicasal-Petro de Luanda \| + 33s \| \| \| 9. \| Álvaro Trueba \| Sporting-Tavira \| + 36s \| \| \| 10. \| David Livramento \| Sporting-Tavira \| + 48s \| \| |                    |                               |          |
| |                    |                               |          |
| Fonte: ProCyclingStats |                    |                               |          |
| Classificação por etapas |                    |                               |          |
| Ciclista | Ciclista           | Equipe                        | Tempo    |
| 1. | Héctor Benito Sáez | Euskadi Basque Country-Murias | 4h55m14s |
| 2. | Ben Perry          | Israel Cycling Academy        | + 7s     |
| 3. | Txomin Juaristi    | Fundación Euskadi             | + 10s    |
| 4. | Julen Amézqueta    | Caja Rural-Seguros RGA        | + 10s    |
| 5. | Filipe Cardoso     | Rádio Popular-Boavista        | + 33s    |
| 6. | Cyrille Thièry     | Swiss Racing Academy          | + 33s    |
| 7. | Gonçalo Leaça      | LA Aluminios                  | + 33s    |
| 8. | Micael Isidoro     | BAI-Sicasal-Petro de Luanda   | + 33s    |
| 9. | Álvaro Trueba      | Sporting-Tavira               | + 36s    |
| 10. | David Livramento   | Sporting-Tavira               | + 48s    |

| \| Classificação geral \| Classificação geral \| Classificação geral \| Classificação geral \| Classificação geral \| \| Ciclista \| Ciclista \| Equipe \| Tempo \| \| \| ------------------- \| ------------------------ \| ---------------------- \| ------------------- \| ------------------- \| \| 1. \| Gustavo Veloso \| W52-FC Porto \| 28h21m20s \| \| \| 2. \| João Rodrigues \| W52-FC Porto \| + 15s \| \| \| 3. \| Vicente García de Mateos \| Aviludo-Louletano \| + 22s \| \| \| 4. \| Jóni Brandão \| Efapel \| + 25s \| \| \| 5. \| Henrique Casimiro \| Efapel \| + 45s \| \| \| 6. \| Edgar Pinto \| W52-FC Porto \| + 1m14s \| \| \| 7. \| João Benta \| Rádio Popular-Boavista \| + 1m17s \| \| \| 8. \| David Rodrigues \| Rádio Popular-Boavista \| + 1m21s \| \| \| 9. \| Cristhian Montoya \| Medellín \| + 1m25s \| \| \| 10. \| Luís Felipe Fernandes \| Aviludo-Louletano \| + 1m33s \| \| |                          |                        |           |
| |                          |                        |           |
| Fonte: ProCyclingStats |                          |                        |           |
| Classificação geral |                          |                        |           |
| Ciclista | Ciclista                 | Equipe                 | Tempo     |
| 1. | Gustavo Veloso           | W52-FC Porto           | 28h21m20s |
| 2. | João Rodrigues           | W52-FC Porto           | + 15s     |
| 3. | Vicente García de Mateos | Aviludo-Louletano      | + 22s     |
| 4. | Jóni Brandão             | Efapel                 | + 25s     |
| 5. | Henrique Casimiro        | Efapel                 | + 45s     |
| 6. | Edgar Pinto              | W52-FC Porto           | + 1m14s   |
| 7. | João Benta               | Rádio Popular-Boavista | + 1m17s   |
| 8. | David Rodrigues          | Rádio Popular-Boavista | + 1m21s   |
| 9. | Cristhian Montoya        | Medellín               | + 1m25s   |
| 10. | Luís Felipe Fernandes    | Aviludo-Louletano      | + 1m33s   |

### 7.ª etapa
| Bragança - Serra do Larouco | média montanha | (156,2 km) |

| \| Classificação por etapas \| Classificação por etapas \| Classificação por etapas \| Classificação por etapas \| Classificação por etapas \| \| Ciclista \| Ciclista \| Equipe \| Tempo \| \| \| ------------------------ \| ------------------------ \| ------------------------- \| ------------------------ \| ------------------------ \| \| 1. \| Luís Gomes \| Rádio Popular-Boavista \| 4h25m39s \| \| \| 2. \| Hugo Sancho \| Miranda-Mortágua \| + 2s \| \| \| 3. \| Matthias Reutimann \| Swiss Racing Academy \| + 2s \| \| \| 4. \| Brice Feillu \| Arkéa-Samsic \| + 13s \| \| \| 5. \| Juan Felipe Osorio \| UD Oliveirense-InOutBuild \| + 18s \| \| \| 6. \| Álvaro Cuadros \| Caja Rural-Seguros RGA \| + 34s \| \| \| 7. \| Marco Tizza \| Amore & Vita-Prodir \| + 39s \| \| \| 8. \| Omer Goldstein \| Israel Cycling Academy \| + 43s \| \| \| 9. \| Hugo Nunes \| Rádio Popular-Boavista \| + 43s \| \| \| 10. \| Filipe Cardoso \| Rádio Popular-Boavista \| + 47s \| \| |                    |                           |          |
| |                    |                           |          |
| Fonte: ProCyclingStats |                    |                           |          |
| Classificação por etapas |                    |                           |          |
| Ciclista | Ciclista           | Equipe                    | Tempo    |
| 1. | Luís Gomes         | Rádio Popular-Boavista    | 4h25m39s |
| 2. | Hugo Sancho        | Miranda-Mortágua          | + 2s     |
| 3. | Matthias Reutimann | Swiss Racing Academy      | + 2s     |
| 4. | Brice Feillu       | Arkéa-Samsic              | + 13s    |
| 5. | Juan Felipe Osorio | UD Oliveirense-InOutBuild | + 18s    |
| 6. | Álvaro Cuadros     | Caja Rural-Seguros RGA    | + 34s    |
| 7. | Marco Tizza        | Amore & Vita-Prodir       | + 39s    |
| 8. | Omer Goldstein     | Israel Cycling Academy    | + 43s    |
| 9. | Hugo Nunes         | Rádio Popular-Boavista    | + 43s    |
| 10. | Filipe Cardoso     | Rádio Popular-Boavista    | + 47s    |

| \| Classificação geral \| Classificação geral \| Classificação geral \| Classificação geral \| Classificação geral \| \| Ciclista \| Ciclista \| Equipe \| Tempo \| \| \| ------------------- \| ------------------------ \| ---------------------- \| ------------------- \| ------------------- \| \| 1. \| Jóni Brandão \| Efapel \| 32h50m59s \| \| \| 2. \| João Rodrigues \| W52-FC Porto \| + 1s \| \| \| 3. \| Gustavo Veloso \| W52-FC Porto \| + 15s \| \| \| 4. \| Vicente García de Mateos \| Aviludo-Louletano \| + 31s \| \| \| 5. \| Henrique Casimiro \| Efapel \| + 46s \| \| \| 6. \| João Benta \| Rádio Popular-Boavista \| + 1m22s \| \| \| 7. \| David Rodrigues \| Rádio Popular-Boavista \| + 1m26s \| \| \| 8. \| Cristhian Montoya \| Medellín \| + 1m34s \| \| \| 9. \| Edgar Pinto \| W52-FC Porto \| + 1m40s \| \| \| 10. \| Luís Felipe Fernandes \| Aviludo-Louletano \| + 1m42s \| \| |                          |                        |           |
| |                          |                        |           |
| Fonte: ProCyclingStats |                          |                        |           |
| Classificação geral |                          |                        |           |
| Ciclista | Ciclista                 | Equipe                 | Tempo     |
| 1. | Jóni Brandão             | Efapel                 | 32h50m59s |
| 2. | João Rodrigues           | W52-FC Porto           | + 1s      |
| 3. | Gustavo Veloso           | W52-FC Porto           | + 15s     |
| 4. | Vicente García de Mateos | Aviludo-Louletano      | + 31s     |
| 5. | Henrique Casimiro        | Efapel                 | + 46s     |
| 6. | João Benta               | Rádio Popular-Boavista | + 1m22s   |
| 7. | David Rodrigues          | Rádio Popular-Boavista | + 1m26s   |
| 8. | Cristhian Montoya        | Medellín               | + 1m34s   |
| 9. | Edgar Pinto              | W52-FC Porto           | + 1m40s   |
| 10. | Luís Felipe Fernandes    | Aviludo-Louletano      | + 1m42s   |

### 8.ª etapa
| Viana do Castelo - Serra de Santa Quitéria | etapa escarpada | (156,6 km) |

| \| Classificação por etapas \| Classificação por etapas \| Classificação por etapas \| Classificação por etapas \| Classificação por etapas \| \| Ciclista \| Ciclista \| Equipe \| Tempo \| \| \| ------------------------ \| ------------------------ \| ------------------------ \| ------------------------ \| ------------------------ \| \| 1. \| João Benta \| Rádio Popular-Boavista \| 3h49m18s \| \| \| 2. \| Jóni Brandão \| Efapel \| + 2s \| \| \| 3. \| João Rodrigues \| W52-FC Porto \| + 2s \| \| \| 4. \| Frederico Figueiredo \| Sporting-Tavira \| + 5s \| \| \| 5. \| Gustavo Veloso \| W52-FC Porto \| + 5s \| \| \| 6. \| Danilo Celano \| Amore & Vita-Prodir \| + 5s \| \| \| 7. \| Vicente García de Mateos \| Aviludo-Louletano \| + 5s \| \| \| 8. \| Cristhian Montoya \| Medellín \| + 5s \| \| \| 9. \| Edgar Pinto \| W52-FC Porto \| + 8s \| \| \| 10. \| David Rodrigues \| Rádio Popular-Boavista \| + 8s \| \| |                          |                        |          |
| |                          |                        |          |
| Fonte: ProCyclingStats |                          |                        |          |
| Classificação por etapas |                          |                        |          |
| Ciclista | Ciclista                 | Equipe                 | Tempo    |
| 1. | João Benta               | Rádio Popular-Boavista | 3h49m18s |
| 2. | Jóni Brandão             | Efapel                 | + 2s     |
| 3. | João Rodrigues           | W52-FC Porto           | + 2s     |
| 4. | Frederico Figueiredo     | Sporting-Tavira        | + 5s     |
| 5. | Gustavo Veloso           | W52-FC Porto           | + 5s     |
| 6. | Danilo Celano            | Amore & Vita-Prodir    | + 5s     |
| 7. | Vicente García de Mateos | Aviludo-Louletano      | + 5s     |
| 8. | Cristhian Montoya        | Medellín               | + 5s     |
| 9. | Edgar Pinto              | W52-FC Porto           | + 8s     |
| 10. | David Rodrigues          | Rádio Popular-Boavista | + 8s     |

| \| Classificação geral \| Classificação geral \| Classificação geral \| Classificação geral \| Classificação geral \| \| Ciclista \| Ciclista \| Equipe \| Tempo \| \| \| ------------------- \| ------------------------ \| ---------------------- \| ------------------- \| ------------------- \| \| 1. \| Jóni Brandão \| Efapel \| 36h40m19s \| \| \| 2. \| João Rodrigues \| W52-FC Porto \| + 1s \| \| \| 3. \| Gustavo Veloso \| W52-FC Porto \| + 18s \| \| \| 4. \| Vicente García de Mateos \| Aviludo-Louletano \| + 34s \| \| \| 5. \| Henrique Casimiro \| Efapel \| + 52s \| \| \| 6. \| João Benta \| Rádio Popular-Boavista \| + 1m20s \| \| \| 7. \| David Rodrigues \| Rádio Popular-Boavista \| + 1m32s \| \| \| 8. \| Cristhian Montoya \| Medellín \| + 1m37s \| \| \| 9. \| Edgar Pinto \| W52-FC Porto \| + 1m46s \| \| \| 10. \| Frederico Figueiredo \| Sporting-Tavira \| + 2m00s \| \| |                          |                        |           |
| |                          |                        |           |
| Fonte: ProCyclingStats |                          |                        |           |
| Classificação geral |                          |                        |           |
| Ciclista | Ciclista                 | Equipe                 | Tempo     |
| 1. | Jóni Brandão             | Efapel                 | 36h40m19s |
| 2. | João Rodrigues           | W52-FC Porto           | + 1s      |
| 3. | Gustavo Veloso           | W52-FC Porto           | + 18s     |
| 4. | Vicente García de Mateos | Aviludo-Louletano      | + 34s     |
| 5. | Henrique Casimiro        | Efapel                 | + 52s     |
| 6. | João Benta               | Rádio Popular-Boavista | + 1m20s   |
| 7. | David Rodrigues          | Rádio Popular-Boavista | + 1m32s   |
| 8. | Cristhian Montoya        | Medellín               | + 1m37s   |
| 9. | Edgar Pinto              | W52-FC Porto           | + 1m46s   |
| 10. | Frederico Figueiredo     | Sporting-Tavira        | + 2m00s   |

### 9.ª etapa
| Fafe - Senhora da Graça | alta montanha | (133,5 km) |

| \| Classificação por etapas \| Classificação por etapas \| Classificação por etapas \| Classificação por etapas \| Classificação por etapas \| \| Ciclista \| Ciclista \| Equipe \| Tempo \| \| \| ------------------------ \| ------------------------ \| ------------------------ \| ------------------------ \| ------------------------ \| \| 1. \| António Carvalho \| W52-FC Porto \| 3h49m12s \| \| \| 2. \| João Rodrigues \| W52-FC Porto \| + 1s \| \| \| 3. \| Jóni Brandão \| Efapel \| + 2s \| \| \| 4. \| João Benta \| Rádio Popular-Boavista \| + 7s \| \| \| 5. \| Frederico Figueiredo \| Sporting-Tavira \| + 7s \| \| \| 6. \| David Rodrigues \| Rádio Popular-Boavista \| + 7s \| \| \| 7. \| Edgar Pinto \| W52-FC Porto \| + 9s \| \| \| 8. \| Danilo Celano \| Amore & Vita-Prodir \| + 23s \| \| \| 9. \| Gustavo Veloso \| W52-FC Porto \| + 24s \| \| \| 10. \| Cristhian Montoya \| Medellín \| + 48s \| \| |                      |                        |          |
| |                      |                        |          |
| Fonte: ProCyclingStats |                      |                        |          |
| Classificação por etapas |                      |                        |          |
| Ciclista | Ciclista             | Equipe                 | Tempo    |
| 1. | António Carvalho     | W52-FC Porto           | 3h49m12s |
| 2. | João Rodrigues       | W52-FC Porto           | + 1s     |
| 3. | Jóni Brandão         | Efapel                 | + 2s     |
| 4. | João Benta           | Rádio Popular-Boavista | + 7s     |
| 5. | Frederico Figueiredo | Sporting-Tavira        | + 7s     |
| 6. | David Rodrigues      | Rádio Popular-Boavista | + 7s     |
| 7. | Edgar Pinto          | W52-FC Porto           | + 9s     |
| 8. | Danilo Celano        | Amore & Vita-Prodir    | + 23s    |
| 9. | Gustavo Veloso       | W52-FC Porto           | + 24s    |
| 10. | Cristhian Montoya    | Medellín               | + 48s    |

| \| Classificação geral \| Classificação geral \| Classificação geral \| Classificação geral \| Classificação geral \| \| Ciclista \| Ciclista \| Equipe \| Tempo \| \| \| ------------------- \| -------------------- \| ---------------------- \| ------------------- \| ------------------- \| \| 1. \| Jóni Brandão \| Efapel \| 40h29m33s \| \| \| 2. \| João Rodrigues \| W52-FC Porto \| + 0s \| \| \| 3. \| Gustavo Veloso \| W52-FC Porto \| + 40s \| \| \| 4. \| João Benta \| Rádio Popular-Boavista \| + 1m25s \| \| \| 5. \| David Rodrigues \| Rádio Popular-Boavista \| + 1m37s \| \| \| 6. \| Edgar Pinto \| W52-FC Porto \| + 1m53s \| \| \| 7. \| Frederico Figueiredo \| Sporting-Tavira \| + 2m05s \| \| \| 8. \| António Carvalho \| W52-FC Porto \| + 2m17s \| \| \| 9. \| Cristhian Montoya \| Medellín \| + 2m23s \| \| \| 10. \| Henrique Casimiro \| Efapel \| + 3m19s \| \| |                      |                        |           |
| |                      |                        |           |
| Fonte: ProCyclingStats |                      |                        |           |
| Classificação geral |                      |                        |           |
| Ciclista | Ciclista             | Equipe                 | Tempo     |
| 1. | Jóni Brandão         | Efapel                 | 40h29m33s |
| 2. | João Rodrigues       | W52-FC Porto           | + 0s      |
| 3. | Gustavo Veloso       | W52-FC Porto           | + 40s     |
| 4. | João Benta           | Rádio Popular-Boavista | + 1m25s   |
| 5. | David Rodrigues      | Rádio Popular-Boavista | + 1m37s   |
| 6. | Edgar Pinto          | W52-FC Porto           | + 1m53s   |
| 7. | Frederico Figueiredo | Sporting-Tavira        | + 2m05s   |
| 8. | António Carvalho     | W52-FC Porto           | + 2m17s   |
| 9. | Cristhian Montoya    | Medellín               | + 2m23s   |
| 10. | Henrique Casimiro    | Efapel                 | + 3m19s   |

### 10.ª etapa
| Vila Nova de Gaia - Porto | contrarrelógio individual | (19,5 km) |

| \| Classificação por etapas \| Classificação por etapas \| Classificação por etapas \| Classificação por etapas \| Classificação por etapas \| \| Ciclista \| Ciclista \| Equipe \| Tempo \| \| \| ------------------------ \| ------------------------ \| ----------------------------- \| ------------------------ \| ------------------------ \| \| 1. \| João Rodrigues \| W52-FC Porto \| 27m31s \| \| \| 2. \| António Carvalho \| W52-FC Porto \| + 15s \| \| \| 3. \| Jóni Brandão \| Efapel \| + 27s \| \| \| 4. \| Gustavo Veloso \| W52-FC Porto \| + 28s \| \| \| 5. \| Thibault Guernalec \| Arkéa-Samsic \| + 58s \| \| \| 6. \| Gian Friesecke \| Team Vorarlberg-Santic \| + 1m03s \| \| \| 7. \| Samuel Caldeira \| W52-FC Porto \| + 1m14s \| \| \| 8. \| Mikel Aristi \| Euskadi Basque Country-Murias \| + 1m20s \| \| \| 9. \| Edgar Pinto \| W52-FC Porto \| + 1m21s \| \| \| 10. \| Ricardo Mestre \| W52-FC Porto \| + 1m23s \| \| |                    |                               |         |
| |                    |                               |         |
| Fonte: ProCyclingStats |                    |                               |         |
| Classificação por etapas |                    |                               |         |
| Ciclista | Ciclista           | Equipe                        | Tempo   |
| 1. | João Rodrigues     | W52-FC Porto                  | 27m31s  |
| 2. | António Carvalho   | W52-FC Porto                  | + 15s   |
| 3. | Jóni Brandão       | Efapel                        | + 27s   |
| 4. | Gustavo Veloso     | W52-FC Porto                  | + 28s   |
| 5. | Thibault Guernalec | Arkéa-Samsic                  | + 58s   |
| 6. | Gian Friesecke     | Team Vorarlberg-Santic        | + 1m03s |
| 7. | Samuel Caldeira    | W52-FC Porto                  | + 1m14s |
| 8. | Mikel Aristi       | Euskadi Basque Country-Murias | + 1m20s |
| 9. | Edgar Pinto        | W52-FC Porto                  | + 1m21s |
| 10. | Ricardo Mestre     | W52-FC Porto                  | + 1m23s |

## Classificações finais
As classificações finalizaram da seguinte forma:

### Classificação geral
| \| Classificação geral \| Classificação geral \| Classificação geral \| Classificação geral \| Classificação geral \| \| Ciclista \| Ciclista \| Equipe \| Tempo \| \| \| ------------------- \| ------------------- \| ---------------------- \| ------------------- \| ------------------- \| \| 1. \| João Rodrigues \| W52-FC Porto \| 40h57m04s \| \| \| 2. \| Jóni Brandão \| Efapel \| + 27s \| \| \| 3. \| Gustavo Veloso \| W52-FC Porto \| + 1m08s \| \| \| 4. \| António Carvalho \| W52-FC Porto \| + 2m32s \| \| \| 5. \| Edgar Pinto \| W52-FC Porto \| + 3m14s \| \| \| 6. \| João Benta \| Rádio Popular-Boavista \| + 3m15s \| \| \| 7. \| David Rodrigues \| Rádio Popular-Boavista \| + 4m44s \| \| \| 8. \| Cristhian Montoya \| Medellín \| + 5m24s \| \| \| 9. \| Daniel Silva \| Funvic \| + 5m33s \| \| \| 10. \| Henrique Casimiro \| Efapel \| + 5m43s \| \| |                   |                        |           |
| |                   |                        |           |
| Fonte: ProCyclingStats |                   |                        |           |
| Classificação geral |                   |                        |           |
| Ciclista | Ciclista          | Equipe                 | Tempo     |
| 1. | João Rodrigues    | W52-FC Porto           | 40h57m04s |
| 2. | Jóni Brandão      | Efapel                 | + 27s     |
| 3. | Gustavo Veloso    | W52-FC Porto           | + 1m08s   |
| 4. | António Carvalho  | W52-FC Porto           | + 2m32s   |
| 5. | Edgar Pinto       | W52-FC Porto           | + 3m14s   |
| 6. | João Benta        | Rádio Popular-Boavista | + 3m15s   |
| 7. | David Rodrigues   | Rádio Popular-Boavista | + 4m44s   |
| 8. | Cristhian Montoya | Medellín               | + 5m24s   |
| 9. | Daniel Silva      | Funvic                 | + 5m33s   |
| 10. | Henrique Casimiro | Efapel                 | + 5m43s   |

### Classificação por pontos
| Classificação por pontos | Classificação por pontos | Classificação por pontos      | Classificação por pontos | Classificação por pontos |
| Ciclista                 | Ciclista                 | Equipe                        | Pontos                   |                          |
| ------------------------ | ------------------------ | ----------------------------- | ------------------------ | ------------------------ |
| 1.                       | Daniel Mestre            | W52-FC Porto                  | 91 pts                   |                          |
| 2.                       | August Jensen            | Israel Cycling Academy        | 52 pts                   |                          |
| 3.                       | Mikel Aristi             | Euskadi Basque Country-Murias | 50 pts                   |                          |
| 4.                       | Gustavo Veloso           | W52-FC Porto                  | 49 pts                   |                          |
| 5.                       | Héctor Benito Sáez       | Euskadi Basque Country-Murias | 47 pts                   |                          |
| 6.                       | Luís Mendonça            | Rádio Popular-Boavista        | 44 pts                   |                          |
| 7.                       | Jóni Brandão             | Efapel                        | 44 pts                   |                          |
| 8.                       | João Rodrigues           | W52-FC Porto                  | 43 pts                   |                          |
| 9.                       | Davide Appollonio        | Amore & Vita-Prodir           | 42 pts                   |                          |
| 10.                      | Marco Tizza              | Amore & Vita-Prodir           | 41 pts                   |                          |

### Classificação da montanha
| Classificação da montanha | Classificação da montanha | Classificação da montanha | Classificação da montanha | Classificação da montanha |
| Ciclista                  | Ciclista                  | Equipe                    | Pontos                    |                           |
| ------------------------- | ------------------------- | ------------------------- | ------------------------- | ------------------------- |
| 1.                        | Luís Gomes                | Rádio Popular-Boavista    | 107 pts                   |                           |
| 2.                        | Hugo Sancho               | Miranda-Mortágua          | 47 pts                    |                           |
| 4.                        | Ricardo Mestre            | W52-FC Porto              | 38 pts                    |                           |
| 5.                        | David Ribeiro             | LA Aluminios              | 36 pts                    |                           |
| 6.                        | António Carvalho          | W52-FC Porto              | 35 pts                    |                           |
| 7.                        | Luís Felipe Fernandes     | Aviludo-Louletano         | 33 pts                    |                           |
| 8.                        | Gaspar Gonçalves          | Miranda-Mortágua          | 32 pts                    |                           |
| 9.                        | Peio Goikoetxea           | Fundación Euskadi         | 31 pts                    |                           |
| 10.                       | Jóni Brandão              | Efapel                    | 31 pts                    |                           |

### Classificação dos jovens
| Classificação dos jovens | Classificação dos jovens | Classificação dos jovens      | Classificação dos jovens | Classificação dos jovens |
| Ciclista                 | Ciclista                 | Equipe                        | Tempo                    |                          |
| ------------------------ | ------------------------ | ----------------------------- | ------------------------ | ------------------------ |
| 1.                       | Emanuel Duarte           | LA Aluminios                  | 41h12m01s                |                          |
| 2.                       | Urko Berrade             | Euskadi Basque Country-Murias | + 2s                     |                          |
| 3.                       | Rafael Lourenço          | UD Oliveirense-InOutBuild     | + 33m07s                 |                          |
| 4.                       | Gonçalo Leaça            | LA Aluminios                  | + 54m15s                 |                          |
| 5.                       | João Barbosa             | Vito-Feirense-Pnb             | + 56m14s                 |                          |
| 6.                       | Thibault Guernalec       | Arkéa-Samsic                  | + 1h06m48s               |                          |
| 7.                       | Bram Welten              | Arkéa-Samsic                  | + 1h22m28s               |                          |

### Classificação por equipas
| Classificação por equipes | Classificação por equipes | Classificação por equipes | Classificação por equipes |
| Equipe                    | Equipe                    | Tempo                     |                           |
| ------------------------- | ------------------------- | ------------------------- | ------------------------- |
| 1.                        | W52-FC Porto              | 122h53m31s                |                           |
| 2.                        | RP-Boavista               | + 2m26s                   |                           |
| 3.                        | Sporting-Tavira           | + 11m11s                  |                           |
| 4.                        | Efapel                    | + 23m13s                  |                           |
| 5.                        | Miranda-Mortágua          | + 57m28s                  |                           |

## Evolução das classificações
| Etapa                 | Vencedor              | Classificação geral | Classificação por pontos | Classificação da montanha | Classificação dos jovens | Classificação por equipas | Classificação da combinada | Classificação do melhor português |
| --------------------- | --------------------- | ------------------- | ------------------------ | ------------------------- | ------------------------ | ------------------------- | -------------------------- | --------------------------------- |
| Prólogo               | Samuel Caldeira       | Samuel Caldeira     | não se entregou          | não se entregou           | Thibault Guernalec       | W52-FC Porto              | não se entregou            | Samuel Caldeira                   |
| 1.ª                   | Davide Appollonio     | Samuel Caldeira     | Davide Appollonio        | Peio Goikoetxea           | Thibault Guernalec       | W52-FC Porto              | Daniel Mestre              | Samuel Caldeira                   |
| 2.ª                   | Mikel Aristi          | Gustavo Veloso      | Davide Appollonio        | Peio Goikoetxea           | Urko Berrade             | W52-FC Porto              | Daniel Mestre              | Joni Brandão                      |
| 3.ª                   | Daniel Mestre         | Gustavo Veloso      | Daniel Mestre            | Peio Goikoetxea           | Urko Berrade             | W52-FC Porto              | Daniel Mestre              | Daniel Mestre                     |
| 4.ª                   | João Rodrigues        | Gustavo Veloso      | Daniel Mestre            | Peio Goikoetxea           | Emanuel Duarte           | W52-FC Porto              | Gustavo Veloso             | João Rodrigues                    |
| 5.ª                   | Marco Tizza           | Gustavo Veloso      | Daniel Mestre            | David Ribeiro             | Emanuel Duarte           | W52-FC Porto              | Gustavo Veloso             | João Rodrigues                    |
| 6.ª                   | Héctor Sáez           | Gustavo Veloso      | Daniel Mestre            | Luís Gomes (ciclista)     | Emanuel Duarte           | W52-FC Porto              | Gustavo Veloso             | João Rodrigues                    |
| 7.ª                   | Luís Gomes (ciclista) | Joni Brandão        | Daniel Mestre            | Luís Gomes (ciclista)     | Unai Cuadrado            | RP-Boavista               | Gustavo Veloso             | Joni Brandão                      |
| 8.ª                   | João Benta            | Joni Brandão        | Daniel Mestre            | Luís Gomes (ciclista)     | Unai Cuadrado            | RP-Boavista               | Gustavo Veloso             | Joni Brandão                      |
| 9.ª                   | António Carvalho      | Joni Brandão        | Daniel Mestre            | Luís Gomes (ciclista)     | Emanuel Duarte           | RP-Boavista               | João Rodrigues             | Joni Brandão                      |
| 10.ª                  | João Rodrigues        | João Rodrigues      | Daniel Mestre            | Luís Gomes (ciclista)     | Emanuel Duarte           | W52-FC Porto              | João Rodrigues             | João Rodrigues                    |
| Classificações finais | Classificações finais | João Rodrigues      | Daniel Mestre            | Luís Gomes (ciclista)     | Emanuel Duarte           | W52-FC Porto              | João Rodrigues             | João Rodrigues                    |

## UCI World Ranking
A Volta a Portugal outorga pontos para o UCI Europe Tour de 2019 e o UCI World Ranking, este último para corredores das equipas nas categorias UCI World Team, Profissional Continental e Equipas Continentais. As seguintes tabelas mostram o barómetro de pontuação e os 10 corredores que obtiveram mais pontos:
| Posição             | 1.º | 2.º | 3.º | 4.º | 5.º | 6.º | 7.º | 8.º | 9.º | 10.º | 11.º | 12.º | 13.º-15.º | 16.º-25.º |
| Classificação geral | 125 | 85  | 70  | 60  | 50  | 40  | 35  | 30  | 25  | 20   | 15   | 10   | 5         | 3         |
| Por etapa           | 14  | 5   | 3   |     |     |     |     |     |     |      |      |      |           |           |
| Líder               | 3   |     |     |     |     |     |     |     |     |      |      |      |           |           |

| Classificação |                   |              |       |       |       |       |
| Posição       | Ciclista          | Equipa       | Geral | Etapa | Líder | Total |
| ------------- | ----------------- | ------------ | ----- | ----- | ----- | ----- |
| 1.º           | João Rodrigues    | W52-FC Porto | 125   | 36    | -     | 161   |
| 2.º           | Joni Brandão      | Efapel       | 85    | 14    | 9     | 108   |
| 3.º           | Gustavo Veloso    | W52-FC Porto | 70    | 11    | 15    | 96    |
| 4.º           | António Carvalho  | W52-FC Porto | 60    | 19    | -     | 79    |
| 5.º           | João Benta        | RP-Boavista  | 40    | 14    | -     | 54    |
| 6.º           | Edgar Pinto       | W52-FC Porto | 50    | -     | -     | 50    |
| 7.º           | David Rodrigues   | RP-Boavista  | 35    | -     | -     | 35    |
| 8.º           | Cristhian Montoya | Medellín     | 30    | -     | -     | 30    |
| 9.º           | Daniel Silva      | RP-Boavista  | 25    | -     | -     | 25    |
| 10.º          | Henrique Casimiro | Efapel       | 20    | -     | -     | 20    |